# 11006 Gilson
11006 Gilson è un asteroide della fascia principale. Scoperto nel 1980, presenta un'orbita caratterizzata da un semiasse maggiore pari a 2,1760403 UA e da un'eccentricità di 0,1464208, inclinata di 1,55680° rispetto all'eclittica.